# 維奧麗卡·登奇勒
瓦西莉卡·维奥丽卡·登奇勒（羅馬尼亞語：Vasilica Viorica Dăncilă，羅馬尼亞語發音：[vasiˈlika vi.oˈrika dənˈtʃilə]；1963年12月16日—），羅馬尼亞女性政治人物，社会民主党人，2018年1月29日就任罗马尼亚总理。她是羅馬尼亞史上首位女總理。
她於1996年加入社會民主黨。2009年獲選為歐洲議會議員，2014年成功連任。
隨著前總理米哈伊·杜多斯於2018年辭職並退黨，他於同年1月17號獲時任黨主席利維烏·德拉戈尼亞提名為總理，隨後改任該職。2019年10月10日，罗马尼亚议会通过国家自由党提出的不信任案，維奧麗卡·登奇勒的政府成為看守政府，至11月4日國家自由黨通過信任案上台而正式卸任。